# كين والش
كين والش (بالإنجليزية: Ken Walsh) هو سباح أمريكي، ولد في 11 فبراير 1945 في أورانج ‏ في الولايات المتحدة.

## وصلات خارجية
- كين والش على موقع الاتحاد الدولي للسباحة (الإنجليزية)
- كين والش على موقع أوليمبيديا (الإنجليزية)